# Maarten van Leeuwen
Maarten Frank van Leeuwen (23 april 1948) is een Nederlandse schoolbestuurder en een politicus namens de Staatkundig Gereformeerde Partij (SGP).
Hij was tot maart 2012 voorzitter van het college van bestuur van het Hoornbeeck College en het Van Lodenstein College, twee scholen op reformatorische grondslag in het voortgezet onderwijs (Van Lodenstein College) en middelbaar beroepsonderwijs (Hoornbeeck College) in de gemeente Amersfoort.
Van Leeuwen startte zijn carrière in het middelbaar onderwijs als leraar Nederlands en algemene handelskennis op het Van Lodenstein te Amersfoort, waar hij later plaatsvervangend locatiedirecteur werd.
In de jaren negentig was Van Leeuwen lid van de gemeenteraad en vervolgens ook wethouder van Maartensdijk (de gemeente werd in 2001 bij De Bilt gevoegd). In 1999 maakte hij de overstap naar de Provinciale Staten van de provincie Utrecht, waarvan hij tot 2007 lid was en waarbinnen hij het fractievoorzitterschap bekleedde. Vanaf 2006 had hij eveneens zitting in het hoofdbestuur van de SGP. In maart 2011 volgde hij de vervroegd terugtredende Wim Kolijn op als partijvoorzitter.
Bij zijn aantreden als partijleider zei Van Leeuwen van plan te zijn de SGP meer naar buiten te laten treden omdat hij vond dat de calvinistische ideologie die de SGP uitdraagt de maatschappij iets te bieden heeft. In 2018 trad hij af als partijvoorzitter. Hij werd opgevolgd door Peter Zevenbergen. Na het aftreden van Zevenbergen in november 2019 was Van Leeuwen interim partijvoorzitter tot de aanstelling van Dick van Meeuwen in januari 2021.
Maarten van Leeuwen is lid van de Hersteld Hervormde Kerk. In zijn woonplaats Maartensdijk is hij ouderling van de plaatselijke kerkelijke gemeente.